# Juliana Koo
Juliana Young Koo (nascida Yen Yu-yün; 26 de setembro de 1905 – 24 de maio de 2017) foi uma diplomata e supercentenária chinesa–americana que trabalhou no Departamento de Protocolo da ONU. Seu primeiro marido, o diplomata chinês Yang Guangsheng foi executado pelos japoneses durante a Segunda Guerra Mundial. Após a guerra, ela se mudou para os Estados Unidos e se casou com o diplomata e político Wellington Koo.

## Biografia
Ela nasceu em uma família rica com negócios e laços governamentais em Tianjin, Dinastia Qing em 26 de setembro de 1905, filha de Yan Zijun (1872-1931). Seu avô paterno, Yan Xinhou (1838-1907), foi um artista visual chinês. Ela frequentou a Keen School quando tinha 14 anos. Sua irmã, Daisy Yen Wu (12 de junho de 1902 - 27 de maio de 1993) viveu até os 90 anos. Sua irmã, Yan Lin Yun (1903 - 18 de maio de 2003) viveu até os 100 anos.
Ela foi uma das primeiras mulheres a se formar na Universidade Fudan. Na universidade, um carro especial a levou para o campus e a trouxe de volta, já que seu número era 84, os estudantes do sexo masculino a apelidavam de "Miss 84".

## Casamentos e carreira
Ela se casou com Yang Guangsheng (ou Clarence Kuangson Young) em 6 de setembro de 1929. Seu primeiro marido, um diplomata chinês, foi postado em Manila no início da Segunda Guerra Mundial e foi preso e eventualmente executado pelos japoneses em 17 de abril de 1942. Juliana e suas três filhas sobreviveram. Após a guerra, ela levou suas três filhas para os Estados Unidos. Ela passou dez anos trabalhando nas Nações Unidas em Nova Iorque. Depois que ela imigrou para Nova Iorque, conheceu seu futuro marido, Wellington Koo, um diplomata chinês em 1952. Eles se casaram em setembro de 1959.

## Autobiografia
Ela lançou sua autobiografia intitulada 109 Springtimes: My Story in 2015. Em 26 de setembro de 2015, Juliana tornou-se uma supercentenária, quando chegou aos 110 anos de idade.
Juliana morreu em 24 de maio de 2017 aos 111 anos e 240 dias. 